# Giuseppe Moretti (scultore)
Giuseppe Moretti (Siena, 3 febbraio 1857 – Sanremo, 21 febbraio 1935) è stato uno scultore italiano, divenuto famoso negli Stati Uniti e a Cuba soprattutto per le sue opere in marmo e bronzo.

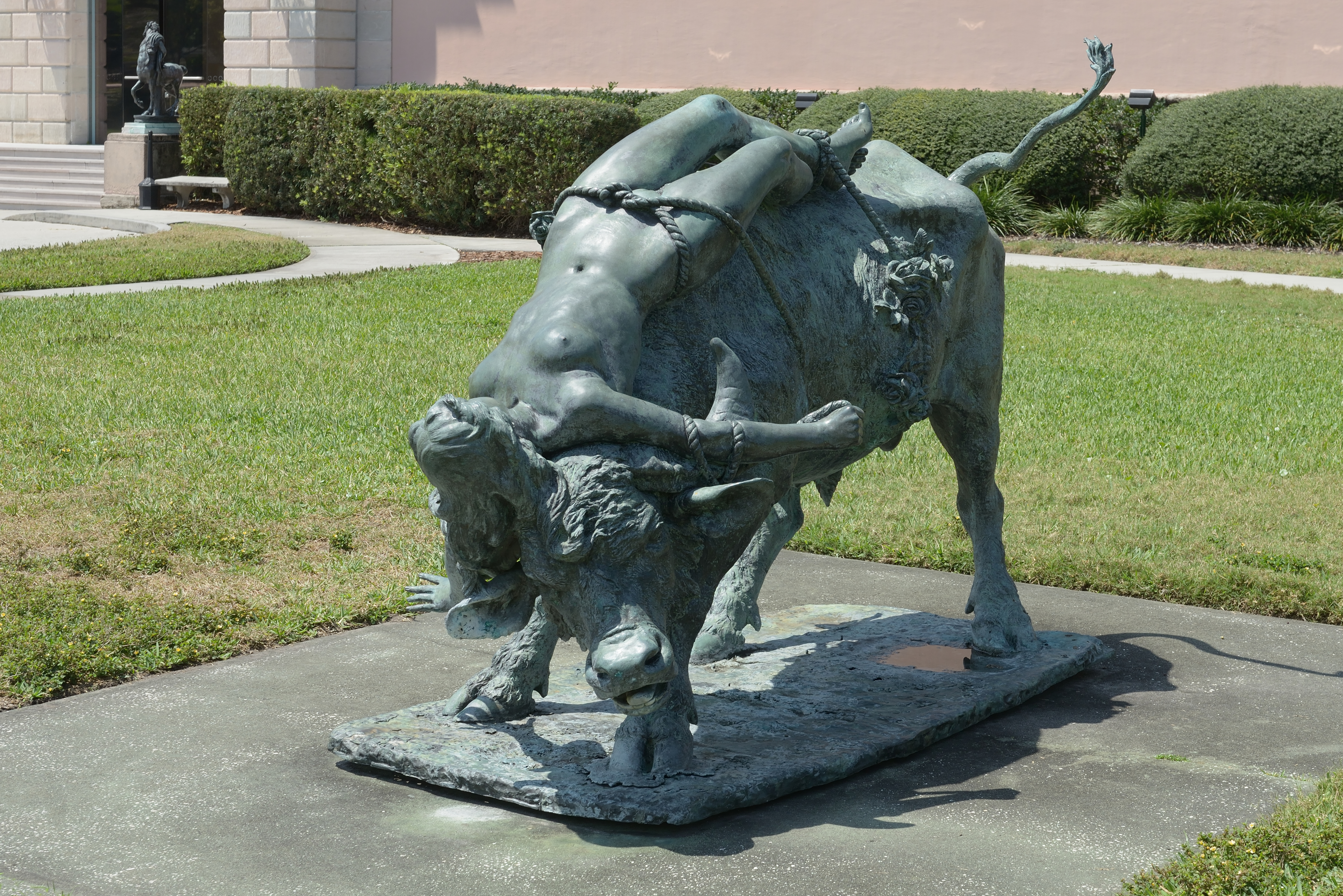
Statua del Moretti rappresentante Ligea legata al toro dal romanzo Quo Vadis di Henryk Sienkiewicz

Il più famoso dei suoi lavori è Vulcan che è situato a Birmingham in Alabama, che è la più grande statua di ferro del mondo. A livello personale, Moretti era "conosciuto per la sua personalità eclettica e per indossare sempre una cravatta verde", ma, a livello professionale, è stato "il primo uomo ad usare l'alluminio nell'arte".

## Biografia
Nato a Siena figlio di due mercanti e nipote del cardinale Vincenzo Moretti. Di famiglia benestante inizia a studiare arte all'età di 9 anni con lo scultore Tito Sarrocchi. Dal precoce talento sviluppa negli anni uno straordinario amore per l'avventura, maturato dai frequenti viaggi in cui accompagnava il padre mercante, che lo porterà in seguito a viaggiare in tutto il mondo. Su consiglio del Sarrocchi si trasferisce prima a Firenze, ove studierà all'Accademia delle Belle Arti sotto la supervisione del noto scultore Giovanni Duprè, senese anch'egli, e poi a Carrara.
Proprio a Carrara nel 1879 farà la conoscenza dell'artista croato Ivan Rendiĉ che impressionato dalle qualità del giovane lo inviterà a Zagabria, polo culturale della Penisola Balcanica. A Zagabria diverrà presto molto noto e gli saranno commissionate numerose opere prima che un terremoto distrugga l'intera area (1883). Decide così di trasferirsi a Vienna, capitale dell'Impero Asburgico dove tra i numerosi lavori eseguirà un busto in marmo dell'imperatore Francesco Giuseppe che sarà esposta alla Prima Internazionale del 1900.
Nel 1888 cambia poi residenza spostandosi a Budapest, ricercato dalle autorità per un omicidio, tra l'altro mai compiuto, e nell'estate dello stesso anno si trasferisce negli Stati Uniti a New York dove aprirà uno studio. Negli anni riuscì a diventare molto popolare nella zona di Pittsburgh e dintorni lavorando tra il 1895 e il 1923 a opere come la Pantera e l'entrata allo Schenley Park di Pittsburgh, poi andata distrutta, The Edward Manning Bigelow monument e The Stephen Foster Monument sempre allo Schenley Park. In seguito decise di trasferirsi in Alabama dove lo scultore nel pieno della maturità artistica lavorerà alle sue opere più note: Vulcano del 1925 e The Jesus Christ Head del 1926. Entrambe le opere sono conservate presso l'Alabama Department of Archives and History. Decide poi di lasciare gli Stati Uniti per trasferirsi a Cuba a L'Avana dove lavorerà ai restauri del Gran Teatro.
Ormai settantottenne stanco e gravemente malato torna in Italia a Sanremo dove morirà di polmonite il 21 febbraio 1935.

## Lavori
Moretti fu un artista prolifico, avendo completato dodici memorial per la Prima Guerra Mondiale, diciannove lavori monumentali, sei sculture di chiesa, ventiquattro tavolette memoriali, quattordici memoriali cimiteriali, ventisette sculture in marmo, bronzo e alluminio, e ventisette statuette di bronzo.

## Opere principali
- Franz Josef, 1886
- Pantera, 1923
- The Head of Jesus Christ, Alabama Department of Archives and History
- Vulcan, 1925, Alabama Department of Archives and History